# Zach LaVine
Zachary Thomas "Zach" LaVine (Renton, Washington; 10 de marzo de 1995) es un jugador de baloncesto estadounidense que pertenece a la plantilla de los Sacramento Kings de la NBA. Con 1,96 metros de altura, juega en la posición de escolta.

## Trayectoria

### Instituto
LaVine asistió a la escuela secundaria Bothell High School en Bothell, Washington, donde jugó de base. En su último año, promedió 28.5 puntos, 3.4 rebotes, 2.5 asistencias y fue nombrado Jugador del Año de Washington Associated Press de 2013 y Washington Mr. Basketball. Sin embargo, solo recibió el reconocimiento nacional limitado.

### Universidad

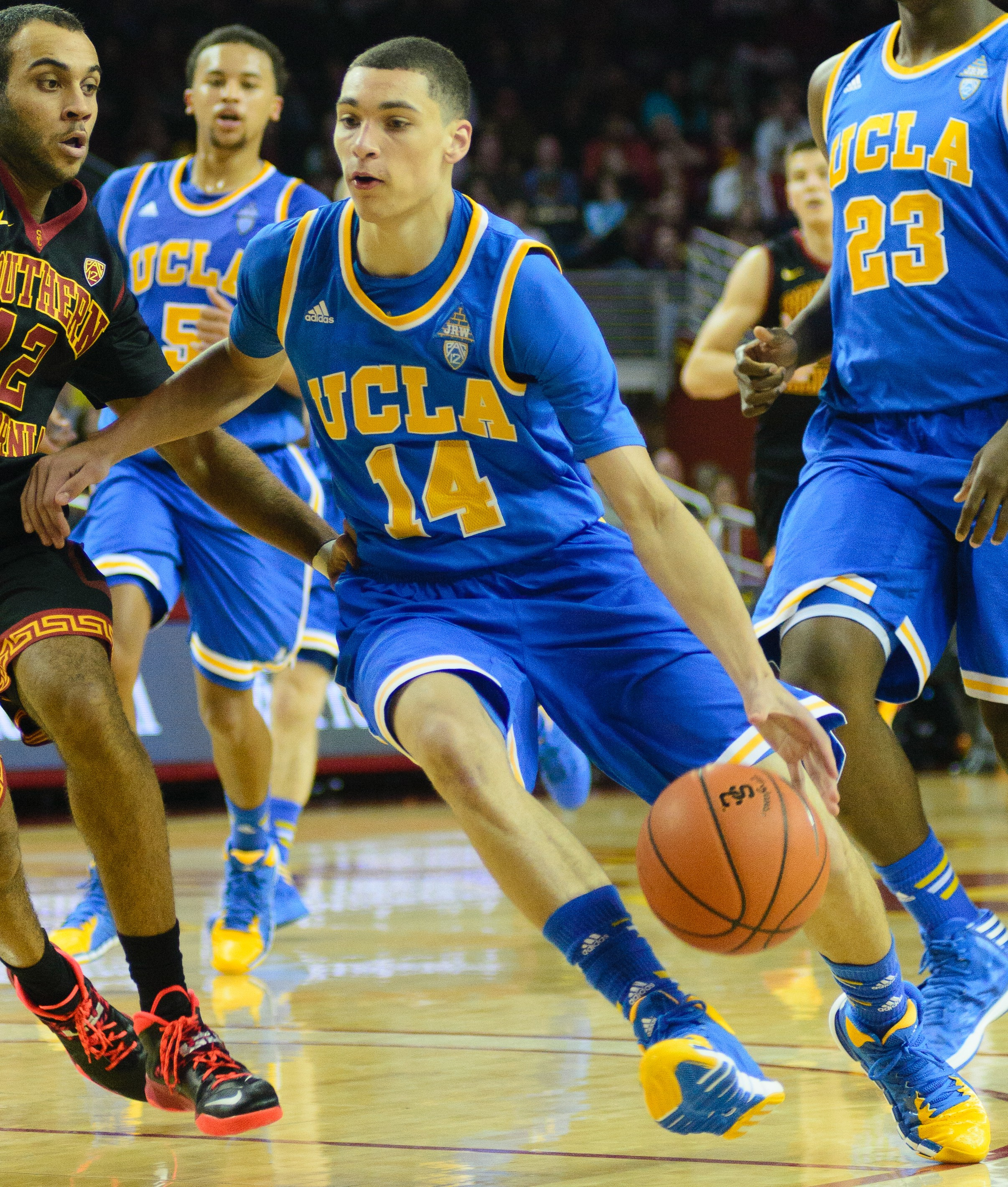
LaVine con los UCLA Bruins en 2014.

El 20 de junio de 2012, LaVine se comprometió verbalmente a asistir a UCLA y jugar para el entrenador Ben Howland para la temporada 2013. Howland fue despedido nueve meses después y LaVine consideró quedarse en el estado y asistir a la Universidad de Washington en su lugar. Sin embargo; finalmente decidió quedarse con la UCLA y su nuevo entrenador, Steve Alford; LaVine había heredado el afecto por la universidad de UCLA, de su padre, que era fan del baloncesto de los Bruins mientras crecía en las cercanías de San Bernardino, California.
Después de un fuerte inicio de la temporada 2013-14 como sexto hombre del equipo, ofreciendo una impresionante demostración de tiro exterior y mates explosivos, el base LaVine evocaba recuerdos de los comienzos en UCLA del exalumno Russell Westbrook. Los expertos del Draft de la NBA comenzaron a dar un rango alto a LaVine en sus proyecciones para el Draft de la NBA de 2014, si se declaraba elegible. El experto del draft Chad Ford de ESPN.com, lo señaló como la décima selección, mientras que NBADraft.net lo ubicó quinto. Durante la temporada, LaVine normalmente entró al partido con Bryce Alford, que por lo general manejaba el balón, mientras que el titular Kyle Anderson era el organizador principal del equipo. Durante un lapso de seis partidos desde el 26 de enero de 2014, tuvo que soportar una mala racha de tiro donde hizo solo 7 de 36 tiros de campo. Obtuvo un promedio de 9.4 puntos por partido durante la temporada, pero no alcanzó cifras dobles en 14 de los últimos 18 partidos. En los últimos cinco partidos, anotó apenas 11 puntos e hizo 0 de 8 en tiros de tres. A pesar de su crisis de final de temporada, fue incluido en el Mejor quinteto freshman de la Pacific-12 Conference.
El 16 de abril de 2014, anunció que renunciará a su elegibilidad universitaria restante y que ingresaría al draft de la NBA.

#### Estadísticas
| Año     | Equipo | PJ | PT | MPP  | %TC  | %3P  | %TL  | RPP | APP | ROB | TPP | PPP |
| ------- | ------ | -- | -- | ---- | ---- | ---- | ---- | --- | --- | --- | --- | --- |
| 2013–14 | UCLA   | 37 | 1  | 24.4 | .441 | .375 | .691 | 2.5 | 1.8 | .9  | .2  | 9.4 |

### NBA

#### Minnesota Timberwolves
LaVine fue seleccionado por los Minnesota Timberwolves en la decimotercera posición del Draft de la NBA de 2014. El 8 de julio de 2014, firmó su contrato rookie con los Wolves. Debutó como profesional el 30 de octubre de 2014 en un partido en el que su equipo derrotó 97-91 a los Detroit Pistons. Disputó 4:34 minutos y no pudo sumar ningún registro estadístico.
En el All-Star Weekend de 2015 fue incluido en el Team USA del Rising Stars Challenge. Al día siguiente se proclamó campeón del Concurso de Mates tras imponerse en la final a Victor Oladipo.

#### Chicago Bulls

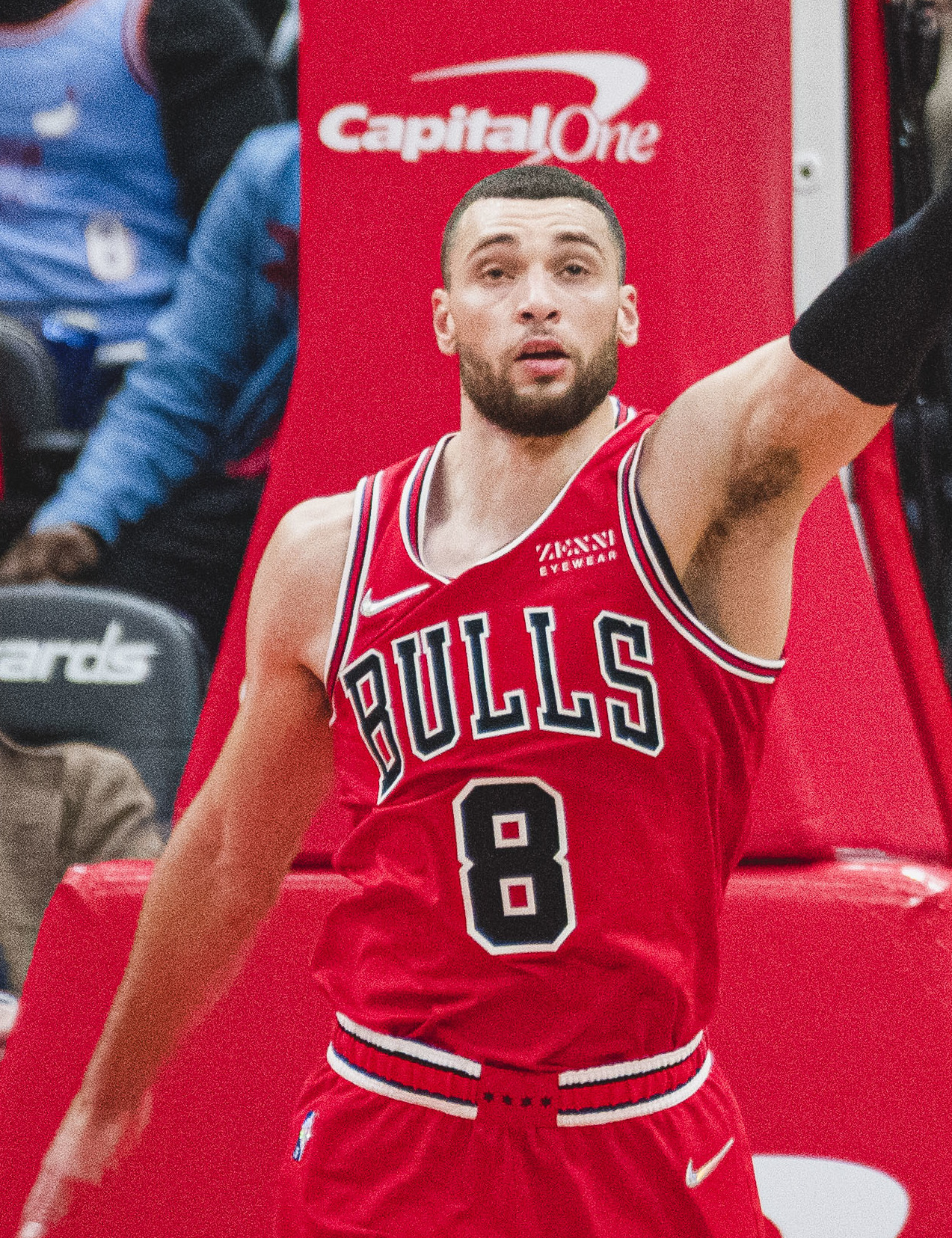
LaVine con los Chicago Bulls en 2022.

El 22 de junio de 2017 fue traspasado junto con Kris Dunn y los derechos de Lauri Markkanen a los Chicago Bulls a cambio de Jimmy Butler y los derechos de Justin Patton. Debido a su lesión de rodilla no pudo debutar con la franquicia de Illinois hasta enero de 2018. Dos meses después los Bulls anunciaron que LaVine iba a ser baja para lo que restaba de temporada por una tendinitis en la rodilla izquierda. En su primera campaña en Chicago disputó un total de veinticuatro partidos (todos ellos como titular) en los que promedió 16,4 puntos por encuentro.
Durante el verano de 2018 llegó a un acuerdo con los Sacramento Kings por cuatro años y ochenta millones de dólares. Sin embargo, al ser agente libre restringido, los Bulls pudieron igualar la oferta y retener a LaVine. El 1 de marzo de 2019 ante Atlanta Hawks anota 47 puntos.
El 23 de noviembre de 2019 firmó la mejor actuación de su carrera al anotar 49 puntos con un trece de diecisiete en tiros de tres en la remontada de su equipo ante los Charlotte Hornets. Esos trece triples son la segunda mejor marca de la historia de la NBA en un partido, empatado con Stephen Curry y solamente por detrás de los catorce encestados por Klay Thompson un año antes, precisamente ante los Bulls.
Durante su cuarta temporada con los Bulls, el 10 de enero de 2021 ante Los Angeles Clippers anota 45 puntos. El 10 de febrero consigue 46 ante New Orleans Pelicans. El 23 de febrero, fue elegido por primera vez para disputar el All-Star Game que se celebró en Atlanta. El 9 de abril ante Atlanta Hawks consigue su mejor marca de anotación hasta ese momento con 50 puntos.
El 3 de febrero de 2022, se anunció su presencia como reserva en el All-Star Game de la NBA 2022, siendo la segunda participación de su carrera.
El 1 de julio de 2022 acuerda una extensión de contrato con los Bulls por 5 años y $215 millones. Durante su sexta temporada en Chicago, el 4 de diciembre de 2022 ante Sacramento Kings anota 41 puntos. El 30 de diciembre consigue 43 puntos ante Detroit Pistons. El 7 de enero de 2023 ante Philadelphia 76ers, anota 41 puntos, incluyendo 11 triples. El 1 de marzo consigue otros 41 puntos ante Detroit Pistons. El 5 de marzo consigue 42 puntos ante Indiana Pacers.
En el segundo encuentro de su séptima temporada en Chicago, el 28 de octubre de 2023 ante Detroit Pistons, mejora su mejor registro anotador con 51 puntos.

#### Sacramento Kings
Durante su octava temporada en Chicago, el 2 de febrero de 2025 es traspasado a Sacramento Kings en un acuerdo entre tres equipos. El 25 de febrero anota 42 puntos ante Utah Jazz. El 7 de abril consigue 43 puntos ante Detroit Pistons.

## Selección nacional
En verano de 2021, fue parte de la selección absoluta estadounidense que participó en los Juegos Olímpicos de Tokio 2020, que ganó la medalla de oro.

## Estadísticas de su carrera en la NBA

### Temporada regular
| Año      | Equipo     | PJ  | PT  | MPP  | %TC  | %3P  | %TL  | RPP | APP | ROB | TPP | PPP  |
| -------- | ---------- | --- | --- | ---- | ---- | ---- | ---- | --- | --- | --- | --- | ---- |
| 2014-15  | Minnesota  | 77  | 40  | 24.7 | .422 | .341 | .842 | 2.8 | 3.6 | .7  | .1  | 10.1 |
| 2015-16  | Minnesota  | 82  | 33  | 28.0 | .452 | .389 | .793 | 2.8 | 3.1 | .8  | .2  | 14.0 |
| 2016-17  | Minnesota  | 47  | 47  | 37.2 | .459 | .387 | .836 | 3.4 | 3.0 | .9  | .2  | 18.9 |
| 2017-18  | Chicago    | 24  | 24  | 27.3 | .383 | .341 | .813 | 3.9 | 3.0 | 1.0 | .2  | 16.7 |
| 2018-19  | Chicago    | 63  | 62  | 34.5 | .467 | .374 | .832 | 4.7 | 4.5 | 1.0 | .4  | 23.7 |
| 2019-20  | Chicago    | 60  | 60  | 34.8 | .450 | .380 | .802 | 4.8 | 4.2 | 1.5 | .5  | 25.5 |
| 2020-21  | Chicago    | 58  | 58  | 35.1 | .507 | .419 | .849 | 5.0 | 4.9 | .8  | .5  | 27.4 |
| 2021-22  | Chicago    | 67  | 67  | 34.7 | .476 | .389 | .853 | 4.6 | 4.5 | .6  | .3  | 24.4 |
| 2022-23  | Chicago    | 77  | 77  | 35.9 | .485 | .375 | .848 | 4.5 | 4.2 | .9  | .2  | 24.8 |
| 2023-24  | Chicago    | 25  | 23  | 34.9 | .452 | .349 | .854 | 5.2 | 3.9 | .8  | .3  | 19.5 |
| 2024-25  | Chicago    | 42  | 42  | 34.1 | .511 | .446 | .797 | 4.8 | 4.5 | .9  | .2  | 24.0 |
| 2024-25  | Sacramento | 32  | 32  | 36.6 | .511 | .446 | .874 | 3.5 | 3.8 | .6  | .1  | 22.4 |
| Total    | Total      | 654 | 565 | 32.8 | .470 | .391 | .833 | 4.1 | 4.0 | .9  | .3  | 20.8 |
| All-Star | All-Star   | 2   | 0   | 19.5 | .588 | .400 | .500 | 3.5 | 3.0 | 1.5 | .0  | 12.5 |

### Playoffs
| Año   | Equipo  | PJ | PT | MPP  | %TC  | %3P  | %TL  | RPP | APP | ROB | TPP | PPP  |
| ----- | ------- | -- | -- | ---- | ---- | ---- | ---- | --- | --- | --- | --- | ---- |
| 2022  | Chicago | 4  | 4  | 38.3 | .429 | .375 | .933 | 5.3 | 6.0 | .8  | .3  | 19.3 |
| Total | Total   | 4  | 4  | 38.3 | .429 | .375 | .933 | 5.3 | 6.0 | .8  | .3  | 19.3 |

## Vida personal
Zach nació en Renton, Washington, de padres atletas. Su padre, Paul, jugó al fútbol americano profesional en la United States Football League (USFL) y en la National Football League (NFL) con los Seattle Seahawks. Su madre, CJ, era jugadora de softball.